# Forte de Santo Antônio dos Ilhéus
O Forte de Santo Antônio dos Ilhéus localizava-se na barra da vila de São Jorge dos Ilhéus, atual Ilhéus, no litoral do estado brasileiro da Bahia.

## História

### Antecedentes
O forte remontava à fortificação que defendia a vila de São Jorge dos Ilhéus, núcleo de povoamento da Capitania de Ilhéus. À semelhança das demais estruturas de sua categoria, que lhe foram contemporâneas (Castelo do Pereira, Castelo de Olinda), constituir-se-ia em um pequeno fortim de pedra e cal, com alguma artilharia leve.

### O forte
Encontrava-se erguido em 1595, quando a vila foi atacada e saqueada por uma esquadra de cinco navios corsários franceses, sendo o fortim, sob o comando de Pedro Gonçalves, insuficiente para a defesa das gentes (in: O Exército na História do Brasil: Período Colonial. p. 68).
A informação mais segura sobre a situação da defesa da capitania, no início do século XVII, é a de Diogo de Campos Moreno:
"Na vila de São Jorge [dos Ilhéus], que se vê no ponto A, na carta fol...., apareceram no alarde do ano de [mil] seiscentos e onze, cento e sete homens brancos com suas armas, que lhes mandou dar o governador [da Repartição do Brasil] D. Diogo de Menezes [Siqueira (1609-13)].
Tem na entrada da barra, ao pé das casas da povoação, em mui pequeno reduto de pedra e cal, sem sustância nem prática, com dois falcões de dado, cada um de sete quintais, e para a banda de Tambepe, no ponto B, em uma trincheira, tem quatro falcões camarados de bronze, invenção antiga, de dez quintais cada um, com pouco serviço; todas essas peças são boas para a fundição de Pernambuco, e delas se pode fazer um sacre, ou dois para volantes, que serão de mais efeito." (Livro que dá Razão do Estado do Brazil, c. 1616. Biblioteca Pública Municipal do Porto. p. 135)
O historiador Hélio Vianna, crítico dessa edição, entende que por ocasião do ataque francês de 1595 não tinha esse forte de Santo Antônio mais do que um falcão, conforme trecho do "Santuário Mariano", fonte utilizada pelo historiador Capistrano de Abreu.
No contexto da segunda das Invasões holandesas do Brasil (1630-1654), forças do almirante Lichtart teriam erguido uma fortificação de campanha para defesa deste ancoradouro, em 1637.
Uma carta-patente datada de 10 de setembro de 1687 concedeu o posto de capitão do Forte de Santo Antônio na barra da vila dos Ilhéus ao alferes Domingos de Souza Lobo (in: Documentos Históricos, Vol. XXIX, 1935. p. 140).
A função desta fortificação seria a de defesa do porto da barra daquela povoação, escoadoro da produção de açúcar da região, expressiva nos séculos XVI e XVII. Sua possível localização seria na margem esquerda da barra da foz do rio Almada, em posição dominante sobre a praia de São Miguel (da Barra), ou na foz do rio Cachoeira, que permitia o acesso ao interior até Itabuna.